# Alfred Manessier

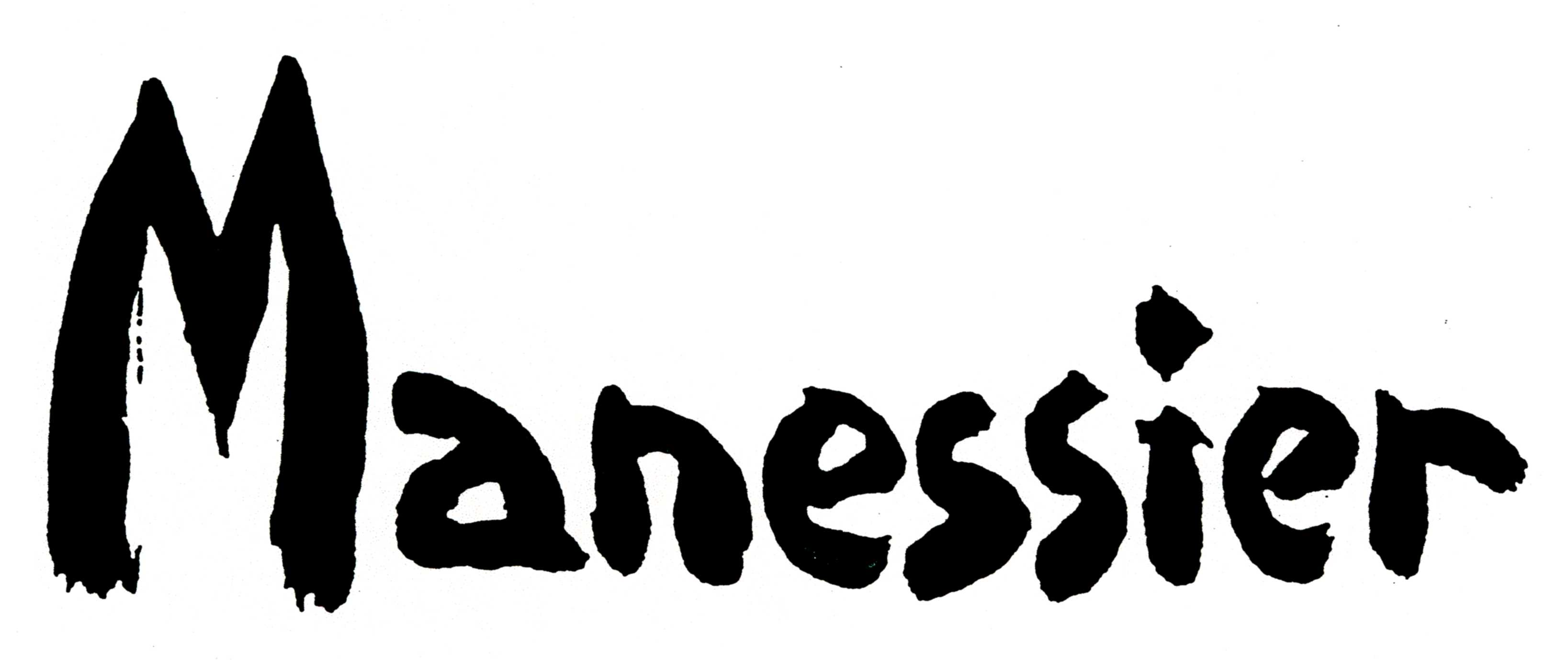
Podpis artysty

Alfred Manessier (ur. 5 grudnia 1911 w Saint-Ouen k. Amiens, zm. 1 sierpnia 1993 w Orleanie) – francuski malarz, abstrakcjonista, projektant witraży i gobelinów.

## Życiorys
Alfred Manessier od 1929 roku na życzenie ojca studiował architekturę, natomiast jego pasją było malarstwo, w którym doskonalił się kopiując dzieła kubistów w Luwrze. W 1935 r., w czasie krótkiego pobytu w jednej z „akademii” na Montparnassie (Académie Ranson) zapoznał się z techniką fresku. W latach 30. uprawiał bezprzedmiotowe malarstwo abstrakcyjne.

W 1937 wykonał prace dekoracyjne przy Pawilonie Kolei Francuskich na Międzynarodowej Wystawie „Sztuka i Technika” w Paryżu.

Pobyt w klasztorze La Trappe sprawił, że zainteresował się sztuką sakralną: w 1947 wykonał witraże dla kościoła św. Agaty w Bréseux, w początkach lat 50. pracował nad witrażami dla kościoła w Bazylei. W latach 60. i 70. wykonał witraże do kościoła Najświętszej Marii Panny w Bremie, a także kościołów w Arles, Kolonii, Pontarlier i Fryburgu. Ponadto wykonał cykl barwnych litografii ilustrujących pisma św. Jana od Krzyża i cykl „Wielkanoc”.
A. Manassier stwierdził: „Figuratywność to Ziemia obiecana.”

## Wystawy
W 1943 wziął udział w wystawie „12 malarzy współczesnych” w Galerie de France. W 1949 miał pierwszą wystawę indywidualną w Galerie Jeanne Bucher w Paryżu, na której pokazał malarstwo i litografie, utrzymane w duchu i stylistyce panującego wówczas informelu. W latach 60. i 70. miał wiele wystaw m.in. we Francji, USA, Szwecji, Senegalu i in.